# Schizonycha nilotica
Schizonycha nilotica är en skalbaggsart som beskrevs av Blanchard 1851. Schizonycha nilotica ingår i släktet Schizonycha och familjen Melolonthidae. Inga underarter finns listade i Catalogue of Life.